# Mack Porter
Mack Sigis Porter (Accra, 15 luglio 1945 – Foligno, 29/06 2013) è stato un cantante ghanese.

## Biografia
Figlio di una famiglia nobile (è il primo nipote dell'ex regina del Ghana Affipong II), a seguito della carriera diplomatica del padre successiva all'indipendenza del Ghana nel 1957 si trasferisce dapprima in Paesi Bassi e poi in Italia, dove completa gli studi universitari.
Proprio in Italia  a Foligno nel 1966 inizia a dedicarsi alla musica con la collaborazione di Ezio Ranaldi che firmerà tutta la sua produzione come autore coautore delle musiche e dei testi, formando un proprio complesso ed ottenendo un contratto discografico con la Fans, che lo fa debuttare nel 1968 con il 45 giri È la mia donna/Contento: la canzone sul lato A viene anche inserita nel musicarello Il ragazzo che sorride, con Al Bano e Rocky Roberts.
Nel 1969 vince il concorso Un giovane per l'Europa, tenutosi quell'anno a Lugano, con Dove sei felicità, canzone che partecipa anche alla quarta edizione del Festival di Rieti; inoltre con L'amore ritornerà partecipa a Settevoci, il noto programma televisivo condotto da Pippo Baudo; con questi due brani si accosta al rhytm 'n' blues ed ottiene molto successo nelle esibizioni dal vivo.
Nel  1970 crede opportuno di cambiare ancora genere, accostandosi al rock progressivo con influenze blues e psichedeliche, e decidendo di cantare in inglese; firma quindi un contratto con la Ri-Fi che, dopo un altro 45 giri nel 1971, gli fa pubblicare un 33 giri (con il suo nome completo, Mack Sigis Porter), con le collaborazioni di Vince Tempera ed Alberto Baldan Bembo.
Nel 1972 partecipa alla seconda edizione del Festival di musica d'avanguardia e di nuove tendenze
Nel 1973 registra Circus Mind, che viene inserita nella colonna sonora del film giallo A.A.A. Massaggiatrice bella presenza offresi...  di Demofilo Fidani; si ritira dall'attività musicale a metà del decennio per dedicarsi alla moda con il marchio Mack Squire.

## Discografia parziale

### Album
- 1972: Peace on you (RiFi, RDZ ST 14213)

### Singoli
- 1968: È la mia donna/Contento (Fans, G 18)
- 1968: A me piace l'amore/Questa sera è ritornata lei (Fans, G 23)
- 1968: M. P. Blues/Ciao ti saluto (Fans, G 28)
- 1968: Dove sei felicità/L'amore ritornerà (Fans, G 37)
- 1971: Mary Grace/Yellow High (RiFi RFN NP 16420)
- 1972: Freedom (All Men Should Be Free)/Sunday In Neon Lights (RiFi, RFN NP 16491)